# Mot (divinità)
Mot, o anche Motu, (in fenicio 𐤌𐤅𐤕, mwt; in ugaritico 𐎎𐎆𐎚𐎆, mwtw) era la divinità cananea del caos, della morte e del male. Il suo nome significa "morte". Era fratello di Ba'al, e asservito a Yahweh.

## Il mito
El diede il mondo a Baal. Mot invidioso lo rubò al fratello e lo cacciò facendo venire l'inverno. Non rassegnato Baal, con l'aiuto di Anat, lo uccise.